# Bolbelasmus nireus
Bolbelasmus nireus es una especie de coleóptero de la familia Geotrupidae.

## Distribución geográfica
Habita en el oeste de Asia y en Irán.